# Desa Banjarwangi (administrativ by i Indonesien, Jawa Barat, lat -7,44, long 107,91)
Desa Banjarwangi är en administrativ by i Indonesien.   Den ligger i provinsen Jawa Barat, i den västra delen av landet, 180 km sydost om huvudstaden Jakarta.